# Retribution (film 2023)
Retribution è un film del 2023 diretto da Nimród Antal.
La pellicola è il remake del film spagnolo del 2015 Desconocido - Resa dei conti (El desconocido).

## Trama
Matt Turner è un broker navigato dell'alta finanza che vive a Berlino con la moglie Heather e i due figli Zach ed Emily, la stessa città dove risiede il suo capo e CEO Anders Muller. A volte Matt è distante e burbero con la famiglia, ma cerca in tutti i modi di mantenere il loro alto standard di vita con operazioni finanziarie sempre più in bilico tra successo e fallimento. Un giorno, è lui a dover portare a scuola i figli, ma quello non è un giorno qualunque: un telefono lasciato da qualcuno dentro la sua macchina squilla, una voce sinistra gli spiega che sotto il sedile del passeggero è piazzata una bomba collegata ad un dispositivo a pressione e se Matt non farà tutto quello che gli verrà ordinato lui, Zach ed Emily salteranno in aria.

## Produzione
Le riprese del film, iniziate nel luglio 2021, si sono svolte nello studio Babelsberg di Potsdam e tra le strade di Berlino.

## Promozione
Il primo trailer del film è stato diffuso il 28 giugno 2023.

## Distribuzione
Il film è stato distribuito nelle sale cinematografiche statunitensi a partire dal 25 agosto 2023 ed in quelle italiane dal 26 ottobre dello stesso anno.